# Пемба Південна
Пемба Південна (суах. Kusini Pemba, англ. Pemba South) - один з 30 регіонів Танзанії і один з 5 регіонів автономного Занзібару. Розташований на острові Пемба.
Адміністративний центр регіону - місто Мкоані.
Населення - 195 116 осіб (2012). 
Площа - 332 км².
Складається з двох округів: 
- Чаке-Чаке (суах. Chake Chake) - північ Пемби Південної (97 249 осіб, 2012),
- Мкоані (суах. Mkoani) - південь Пемби Південної(97 867 осіб, 2012).